# 東日本興業
東日本興業株式会社（ひがしにほんこうぎょう、英: HNK Co., Inc.）は、宮城県仙台市青葉区に本店を置く東北電力グループの不動産管理会社である。

## 概要
東北電力系の不動産管理会社で、電力ビルや東北電力本店ビルを所有する。
2023年4月3日、同社をはじめとする再開発準備組合は、「電力ビル」周辺の一体開発を体開発計画の概要を正式発表した。同ビルや周辺施設を建て替え、地上35階程度と同24階前後のツインタワーを建設し、2035年ごろの完成を目指す。

## 歴代社長
| 氏名     | 就任   | 前職                              |
| -------- | ------ | --------------------------------- |
| 青木讓   | 2001年 | 東北電力 取締役副社長             |
| 米澤英伍 | 2005年 | 東北電力 常任監査役               |
| 仁志武雄 | 2009年 | 東北電力 取締役副社長             |
| 稲垣智則 | 2014年 | 東北電力 常務取締役               |
| 長谷川登 | 2017年 | 東北電力 取締役常務執行役員       |
| 松岡利彦 | 2023年 | 東北電力ネットワーク 取締役副社長 |

## 主な所有物件
- 電力ビル
- 東北電力本店ビル